# チプリアーノ・デ・ローレ
チプリアーノ・デ・ローレ（Cypriano de Rore または Cipriano de Rore, ? - 1565年9月11日もしくは9月20日）は、ネーデルラント出身の作曲家・音楽教師。イタリアで活躍したフランドル楽派の作曲家であり、ジョスカン以後を担った最初の世代の代表的人物であっただけでなく、16世紀中葉のマドリガーレ作曲家として最も傑出した存在であった。後期ルネサンス音楽様式の発展に力があり、半音階やきわめて表情豊かな実験的な作曲様式は、その後の世俗音楽に決定的な一打を与えた。

## 生涯
幼少期についてはほとんど知られていない。生年については、歿年（パルマの大聖堂にある墓石に49歳と彫られていること）から、1515年か1516年と推測されており、出生地はおそらくフランドルのロンセ（Ronse）であろう。アントウェルペンで早期の音楽教育を受けた可能性がある。また、早くからパルマ公妃マルゲリータと所縁があり、マルゲリータの1533年のナポリ行きにあたって随行員としてイタリアに行き、そのまま同地で一生を送ったのだと信じられている。マルゲリータがアレッサンドロ・デ・メディチと1536年に結婚した時には、すでに自活していたかもしれないが、マルガレータに仕えていた頃は、イタリアで何度か音楽教育を受けたと信じられている。
ヴェネツィアでヴィラールトに師事したと長年に渡って唱えられてきたが、この説を補強する特定の文書は知られていない。ヴェネツィアの出版物のいくつかの史料では、ローレがヴィラールトの「信奉者」や「模倣者」であったとしているが、門弟であったとは特筆していない。同様に、サン・マルコ寺院の聖歌隊員であったとする以前の説も、確証があるわけではない。それでもローレはヴィラールトと近しい間柄にあり、たいていの活動でヴィラールトとつながりを持っていた。1542年11月3日に書かれた書簡から、ローレが当時ブレーシャに居り、1545年4月16日まで同地に滞在していたことが分かっている。この間に作曲家として名声を得るようになり、ヴェネツィアの出版社スコットー（Scotto）に支持されて、1542年に最初のマドリガーレ集が、1544年と1545年に2巻のモテット集が出版された。2年後にこれらの曲集はスコットー社やガルダーネ社（Gardane）から重版されており、その人気の高さを物語っている。
その後ローレはフェラーラに行き、給与明細書から、1546年5月6日より同地の宮廷楽長（maestro di cappella）に就任したことが判明している。この頃から、非常に実り豊かな創作活動の開始となる。エルコレ・デステ2世に使えていた頃にミサ曲やモテット、シャンソン、そして言うまでもなくマドリガーレを作曲した。世俗曲の多くは、フェラーラ宮廷の事柄も含めて時事の話題を取り上げている。1556年にエルコレ2世より、格別の功労をねぎらって、聖職禄を賜った。またフェラーラ時代には、ミュンヘンのバイエルン公アルブレヒト5世との関係を深め、アルブレヒト5世に贈った楽曲のうち、26曲のモテットの手稿譜は、ハンス・ミューリヒによる細密画を丹念にあしらわれて製本された。ローレは、長患いに苦しむ両親を気遣い1558年に帰省した際、郷里フランドルへ（またはフランドルから）の道中でミュンヘンに立ち寄っている。
1559年にエルコレ2世が崩御し、アルフォンソ2世が公位を継承すると、フェラーラを去った。おそらくアルフォンソ2世が、外国人よりも、エステ家の古くからのつきあいのあるフランチェスコ・ダッラ・ヴィオラを贔屓したからであろう。八十年戦争による荒廃のため、故国での立場は潰えており、1559年に再び帰国したときには、地元ロンセの破壊を目の当たりにすることになった。
フェラーラで再雇用の見込みが不可能になったため、ローレはファルネーゼ家の宮廷に伺候し、一度アントウェルペンに滞在した後、1560年に再びイタリアへ――今度はパルマに――引き返した。1563年までブリュッセルでパルマ公妃マルゲリータに、またパルマでその夫オッターヴィオ・ファルネーゼに仕えるが、パルマ時代は不幸せであった。パルマがヴェネツィアやフェラーラほどの文芸の水準になかったため、1563年に同地を去り、巨匠ヴィラールトが他界すると、その後を襲って栄えあるサン・マルコ寺院の楽長職に就任した。しかしこの地位も1564年までしか続かず、寺院の無秩序と俸禄の低さを理由にして、再びパルマに復帰する。その翌年に他界しており、甥のロドヴィコ・ローレによって墓碑が建てられた。その銘には、チプリアーノ・デ・ローレの名は未来永劫に渡って忘れ去られはしまいと刻まれている。

## 作品とその影響力
ローレは、120曲以上のイタリア語のマドリガーレによってとりわけ名高いが、宗教曲の多作家でもあり、いくつかのミサ曲やモテットを遺した。原点においてジョスカンが手本であり、この老大家の作曲様式から自分自身の作曲様式を引き出している。ローレの最初の3つのミサ曲は、先輩であるジョスカンやその遺産に対する挑戦の結果であった。5つのミサ曲のほかに、幾つかのモテットや多数の詩篇唱、ヨハネ受難曲、世俗モテットが遺された.。
しかしながらローレが不朽の名声を遺したのは、マドリガーレの作曲家としてであり、事実ローレは、16世紀半ばにおける最も影響力のあるマドリガーレ作曲家の一人であった。ローレのマドリガーレは、もっぱら1542年から1565年にかけて出版された。初期のマドリガーレは、ヴィラールトの作曲様式に負っており、明晰な発音、重厚で絶え間ない対位法、徹底した模倣、カデンツの強調を特色とする。マドリガーレの殆どは4声か5声のために作曲され、ときに6声や8声の作例も見られる。楽曲の調子は厳粛さを帯びがちであり、とりわけ初期のマドリガーレの軽快さとは好対照を生している。ローレは、ペトラルカの詩歌やフェラーラで上演された悲劇の台詞に専念するために、軽佻浮薄な性格の詩句に曲付けしようとしなかった。またテクストの気分の変化を描出することに全力を注いだ。しかもローレは、詩の構成や詩節、詩のリズムをしばしば無視しており、詩の構成と楽曲構成の一致を必要不可欠なものと看做していなかったことを窺わせている。その上ローレは、ありとあらゆる特徴的な作曲様式を使いこなして、詩の意味を、延いては統一体としての詩を表出しようとした。
さらにローレは、興味深いことに、半音階技法を試みている。ニコラ・ヴィチェンティーノと同世代であったので、その半音階理論を実践したのであった。しかもローレは、ヴィチェンティーノの洗練された対位法の手技を称賛してもいる。またマドリガーレにおいてローレは、カノンの技法や通模倣を駆使した。しかも、16世紀初頭に聖句の曲付けに活用されて発展した、ポリフォニーの蓄積を活かしている。ローレは多種多様な作曲技法を用いており、厳格な模倣から単純な対位法まで、穏当な全音階から遠隔転調まで、シラブルどおりの朗唱からメリスマ的な節回しまでと変化に富む。ローレは、16世紀後半の偉大なマドリガーレ作曲家の多くの模範となり、クラウディオ・モンテヴェルディからも一目おかれた。アルフレート・アインシュタイン著『イタリアのマドリガーレ』（1949年）によると、「ローレの真の精神上の後継者は、モンテヴェルディであった。」「ローレは、1550年以降のイタリアのマドリガーレのすべての発展の鍵を握っている。」教師としてのローレは、直接にジャケス・デ・ヴェルトやルッツァスキ・ルッツァスコを指導したと伝えられる。両者はいずれも後期イタリア・ルネサンス音楽において、最も急進的な音楽家の指導的存在となった（モンテヴェルディはヴェルトからも影響を受けている）。
ローレは16世紀半ばに、当時比較的まれであったラテン語による世俗モテットも作曲した。これらの世俗モテットは、「マドリガーレ・スピリテュアーレ」（宗教的マドリガーレ）と鏡像関係にあり、様式的に見て、マドリガーレに類似する。

## 註
1. 1 2 3 4 5 6 7  Owens, Grove Online
2. ↑  Einstein, Vol.1 p. 384
3. ↑  Johnson, p 185
4. ↑  Johnson, p 185-187.
5. 1 2 3 4 5 6 7  Johnson, p 186
6. ↑  Einstein, Vol. I p. 386
7. ↑  Einstein, Vol. I, p. 388
8. ↑  Brown, p 202
9. 1 2 3 4 5  Johnson, p 187
10. 1 2 3 4  Reese, p 330
11. ↑  Brown, p 203
12. 1 2  Reese, p 329
13. 1 2  Brown, p 205
14. ↑  Einstein, The Italian Madrigal
15. ↑  Atlas, p 598